# Condado de Clinton (Míchigan)
El condado de Clinton (en inglés: Clinton County, Míchigan), fundado en 1831, es uno de los 83 condados del estado estadounidense de Míchigan. En el año 2000 tenía una población de 64.753 habitantes con una densidad poblacional de 44 personas por km². La sede del condado es St. Johns.

## Geografía
Según la Oficina del Censo, el condado tiene un área total de 1489 km² (574,9 mi²), de la cual 1479 km² (571 mi²) es tierra y 8 km² (3,1 mi²) es agua.

## Condados adyacentes
- Condado de Saginaw noreste
- Condado de Gratiot norte
- Condado de Montcalm noroeste
- Condado de Shiawassee este
- Condado de Ionia oeste
- Condado de Ingham sureste
- Condado de Eaton suroeste

## Demografía
En el 2000 la renta per cápita promedia del condado era de $52,806, y el ingreso promedio para una familia era de $60,491. El ingreso per cápita para el condado era de $22,913. En 2000 los hombres tenían un ingreso per cápita de $42,379 frente a los $31,065 que percibían las mujeres. Alrededor del 4.60% de la población estaba bajo el umbral de pobreza nacional.
| 1900   | 1910   | 1920   | 1930   | 1940   | 1950   | 1960   | 1970   | 1980   | 1990   | 2000   | Est.2008 |
| ------ | ------ | ------ | ------ | ------ | ------ | ------ | ------ | ------ | ------ | ------ | -------- |
| 25.136 | 23.129 | 23.110 | 24.174 | 26.671 | 31.195 | 37.969 | 48.492 | 55.893 | 57.883 | 64.753 | 69.726   |

## Lugares

### Ciudades
- DeWitt
- East Lansing (parcial)
- Grand Ledge (parcial)
- St. Johns

### Villas
- Eagle
- Elsie
- Fowler
- Hubbardston (parcial)
- Maple Rapids
- Ovid
- Westphalia

### Lugar designado por el censo
- Bath
- Lake Victoria
- Wacousta

### Comunidades no incorporadas
- Eureka
- Matherton (parcial)
- Shepardsville

### Municipios
| - Municipio de Bath Charter - Municipio de Bengal - Municipio de Bingham - Municipio de Dallas | - Municipio de DeWitt Charter - Municipio de Duplain - Municipio de Eagle - Municipio de Essex | - Municipio de Greenbush - Municipio de Lebanon - Municipio de Olive - Municipio de Ovid | - Municipio de Riley - Municipio de Victor - Municipio de Watertown Charter - Municipio de Westphalia |